# 阿什哈弗·巴兹纳尼

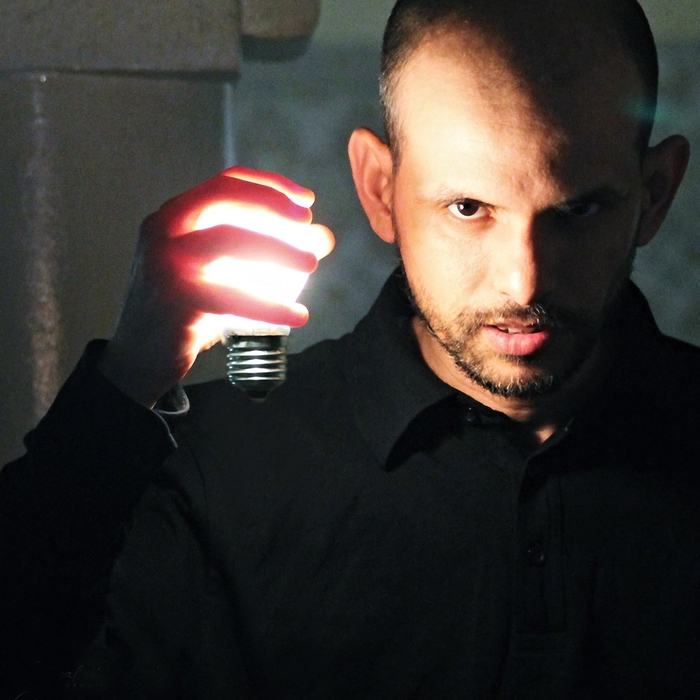
Achraf Baznani

阿什哈弗·巴兹纳尼（Achraf Baznani，1979年—）是摩洛哥的艺术家，导演，摄影师。 
Achraf Baznani 在一个偶然的机会开始接触摄影。在他青少年时期，他收到一部柯达250相机作为生日礼物。
Achraf Baznani 自学成才，他从来没有参加过任何摄影课程的学习。他制作了多部短片和纪录片，在他的作品中，“在”于2006年，“遗忘”于2007年，以及“移民”于2007年荣获了几个国家和国际摄影大奖。
Achraf Baznani是阿拉伯艺术世界里最著名的艺术家，同时他也是第一个出版超现实艺术书籍的艺术家。“通过我的镜头”和“在我的梦里”这 两部书都是他超现实的作品。
Achraf Baznani 的作品着重刻画他的日常生活物品、生活场景以及生活趣事。

## 图书
- History of Surrealism. Edilivre, 法国 2018, ISBN 978-2-414-21510-2